# كاي كامبل
كاي كامبل (بالإنجليزية: Kay Campbell)‏ هي ممثلة أمريكية، ولدت في 12 أغسطس 1904 في كانساس سيتي في الولايات المتحدة، وتوفيت في 27 مايو 1985.

## وصلات خارجية
- كاي كامبل على موقع IMDb (الإنجليزية)